# 二烯丙基二硫
二烯丙基二硫（英語：diallyl disulfide，縮寫DADS）又叫4,5-二硫杂-1,7-辛二烯（4,5-dithia-1,7-octadiene），是一種有機硫化合物，常见于葱属植物中，如洋葱和大蒜。二烯丙基二硫、二烯丙基三硫和二烯丙基四硫是大蒜油的主要成分。DADS是一种淡黄液体，不溶于水，含有强烈蒜臭味。大蒜或者其他葱科植物切开后就会释放蒜素，蒜素分解后可得到DADS，它对大蒜健康生长有很多好处，但它也是一种抗敏原，会导致大蒜过敏。通过高度稀释后的DADS也可以用作食物调味料。

## 历史
1844年奥地利化学家西奥多·韦尔特海姆（Theodor Wertheim）用水蒸气蒸馏法蒸馏大蒜得到有刺激性气味物质，并将它命名为“烯丙基”，然而在1892年，德国化学家弗里德里希·威廉·塞姆莱尔（Friedrich Wilhelm Semmler）发现产物中的一部分物质为二烯丙基二硫。1944年切斯特·卡瓦里托（Chester J. Cavallito）和约翰·海斯·贝利（John Hays Bailey）共同发现了DADS的前体——蒜素。1947年，A.斯托尔和E.泽贝克发现半胱氨酸的衍生物（如蒜氨酸）可通过蒜氨酸酶催化生成二烯丙基二硫和蒜素。

## 含量
葱科植物（特别是大蒜、洋葱和韭葱）的细胞破损后释放蒜素，蒜素分解后可得到DADS。每100克蒜头中含有2克富含DADS的蒜油（2 wt%），通过水蒸汽蒸馏蒜头得到DADS的产量最高；DADS也可以从大蒜叶中提取，但是含量要明显低得多，每100克大蒜叶只含有0.06克蒜油（0.06 wt%）。

## 性質

### 物理性質
DADS是淡黄色清澈液體，有強烈的蒜臭味，在典型的80%纯度下沸点为138–139°C，闪点为50°C；在20°C下，密度约为1.0 g/mL，蒸汽压约为1 mmHg。DADS是一种非极性的分子，因此它不溶于水，而溶于脂肪、 油、 油脂和非极性溶剂，如正己烷和甲苯。

### 化學性質
- 在催化劑作用下，二烯丙基二硫與鹵代烷反應，生成1-烷硫基-3-1-丙烯和1,3-二(烷硫基)丙烯[7]。（圖左方）
- 间氯过氧苯甲酸會氧化二烯丙基二硫，生成外消旋大蒜素[8]。（圖右上方）
- 在钌系催化剂作用下，DADS可反应生成含硫的杂原子多环化合物[9]。（圖右下方）

## 製備
工业制备DADS的方法是在惰性气体环境下，将二硫化钠和烯丙基氯（或烯丙基溴）加热至40–60°C反应生成DADS。该反应为放热反应，实际上可得到理论的88%的收率。
在空气环境、催化剂四丁铵作用下，相同原材料可合成少量的DADS，对应的收率为低于82%。工业合成或直接从植物中提取DADS的主要问题是DADS与其他更高的硫化物（如二烯丙基三硫）分离，他们有着相似的物理性质，所以典型的工业制品中DADS含量只有80%。当温度超过37°C的时候，蒜素能特别快地还原成DADS。
另外也可以利用烯丙基硫醇和碘於乙醇和吡啶存在下氧化生成DADS。

## 应用
在氯化铁或者氯化铜的催化作用下，DADS可以作为合成聚合度更高的二烯丙基聚硫的前体物，而且它也是合成蒜素的原材料之一。在食品工业里，DADS可用来提升肉类、蔬菜和水果的口感。

## 生物学重要性

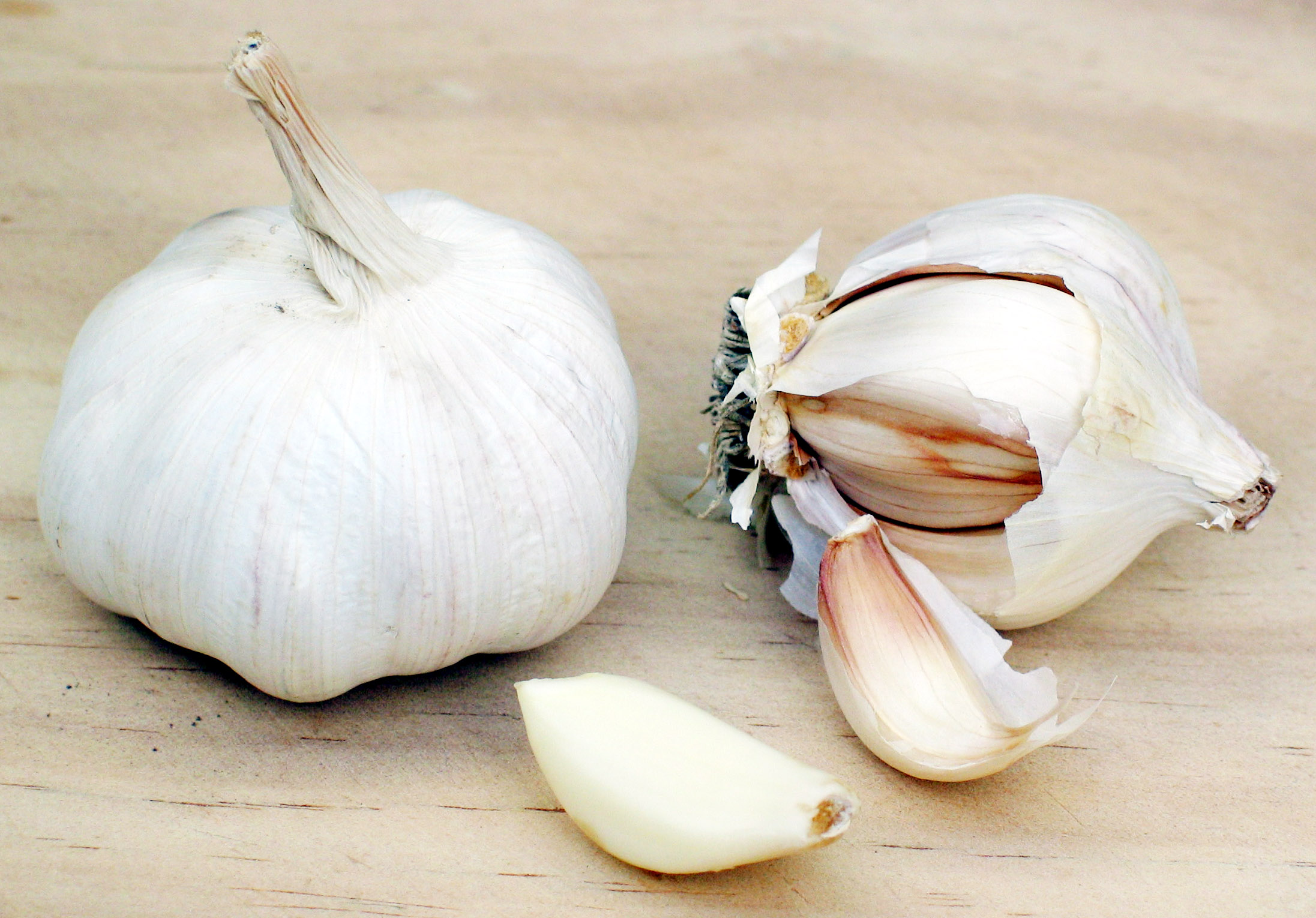
常見於大蒜的味道

### 气味和口味
生物感知DADS的难闻气味要通过瞬态电压感受器阳离子通道，子类A，成员1（TRPA1），这种离子通道一早就已存在于人类和动物体内，就连在真菌中也可以找到。因此，葱科植物很可能在早期进化时就已经形成DADS-TRPA1的保护机制，以对抗捕食者。

### 中毒和解毒作用
DADS是细胞解毒过程中一种高效物质，他能显著增加谷胱甘肽S-转移酶（GST）的产量，而GST能在细胞中与亲电子有害化合物结合。所以蒜头能够促进诸如参与体外肝细胞的解毒作用和保护体外神经细胞以免进入氧化应激状态的活动。通过一个对老鼠的研究证实这种解毒的效果可以预防炎症的发生，其中老鼠长期服用的DADS保护肠细胞免于中毒。这项研究也显示服用高剂量的蒜油可产生某种副作用，但这并非是由DADS引起的。在化疗过程中，DADS可通过参与肝的解毒作用为肝提供保护，例如阻止氰化物的解毒作用。

### 抗菌效果
因为有机硫化合物具有抗菌和杀（幼）虫的特性，所以葱科植物细胞在遭遇破坏后释放这类化合物变得极为重要。蒜油中的DADS能抑制霉菌和细菌的生长，而且它也扮演着对抗引起胃溃疡的细菌——幽门螺杆菌（Helicobacter pylori）的角色，但就没有如蒜素一样高效。手术前进行的内脏（如消化道）选择性去污染服用的制剂中就包含妥布霉素和具抗菌效果的DADS。一项临床研究显示，在心脏瓣膜手术中这样的制剂可以预防内毒素血症的出现。

### 抵御结肠癌
大蒜可以预防结肠直肠癌（大肠癌），而且多项研究表明DADS是负责预防过程中的主要成分，和在老鼠身上表现出来的一样，其效果具有剂量依赖性。也有研究表明DADS对癌细胞的影响比正常细胞更加强烈。它导致多种物质的大量累积，如能激活酶并且导致癌细胞凋亡的活性氧，这种累积同样具有剂量依赖性。

### 抵御心血管疾病
有证据显示大蒜能阻止多种心血管疾病的发展。其中一些心血管疾病的产生原因可能跟氧化应激有关，如动脉硬化和冠心病，其中后者的病情可通过DADS协助细胞解毒和其他机制而得到减轻。DADS通过激活TRPA1离子通道能短暂降低血压。

## 安全性
DADS是一种皮肤刺激剂、过敏原。这是大蒜过敏（对大蒜的变应性接触性皮炎）的主要原因，对厨师和家庭主妇影响较大。过敏症状通常始于指尖而且不能通过戴手套预防过敏发生，因为DADS能渗透大部分在市面上出售的手套到达皮肤。
老鼠口服DADS的半数致死量（LD50）是每千克体重260毫克，而皮肤摄入DADS的半数致死量是每千克体重3.6克。每千克体重5克的高剂量DADS放在猫的皮肤上足可以溶血性贫血而致死。因此不可讓貓狗等寵物食用含有蔥科植物成份的食物。
通过气相色谱法，DADS可在空气和血液中容易被检测出来。

## 外部連結
- （英文）Organosulfur Compounds From Garlic
- （英文）garlic - Chemical aspects
- （英文）Jmol 3D二烯丙基二硫分子結構模型（页面存档备份，存于）